# Copa das Confederações FIFA de 2013 – Grupo B
O grupo B da Copa das Confederações FIFA de 2013 foi disputado de 16 a 23 de junho de 2013 pelas seleções da Espanha, do Uruguai, do Taiti e da Nigéria. Os dois primeiros colocados do grupo (Espanha e Uruguai, respectivamente) avançaram automaticamente às semifinais. A primeira partida ocorreu com a então campeã detentora Espanha enfrentando o Uruguai.

## Participantes
| Inscrição            | Seleção | Confederação | Modo de classificação                                   | Aparições | Melhor resultado anterior |
| -------------------- | ------- | ------------ | ------------------------------------------------------- | --------- | ------------------------- |
| B1 (cabeça-de-chave) | Espanha | UEFA         | Campeã da Copa do Mundo FIFA de 2010 e da Eurocopa 2012 | 2ª        | 3º lugar (2009)           |
| B2                   | Uruguai | CONMEBOL     | Campeão da Copa América de 2011                         | 2ª        | 4º lugar (1997)           |
| B3                   | Taiti   | OFC          | Campeão da Copa das Nações da OFC de 2012               | 1ª        | Estreante                 |
| B4                   | Nigéria | CAF          | Campeã do Campeonato Africano das Nações de 2013        | 2ª        | 4º lugar (1995)           |

## Classificação
| Pos. | Seleção | Pts | J | V | E | D | GP | GC | SG  |
| ---- | ------- | --- | - | - | - | - | -- | -- | --- |
| 1    | Espanha | 9   | 3 | 3 | 0 | 0 | 15 | 1  | +14 |
| 2    | Uruguai | 6   | 3 | 2 | 0 | 1 | 11 | 3  | +8  |
| 3    | Nigéria | 3   | 3 | 1 | 0 | 2 | 7  | 6  | +1  |
| 4    | Taiti   | 0   | 3 | 0 | 0 | 3 | 1  | 24 | –23 |

## Jogos
Todos os jogos listados estão no horário brasileiro (UTC−3).

### Primeira rodada
Espanha vs. Uruguai
| 16 de junho | Espanha                 | 2 – 1     | Uruguai    | Arena Pernambuco, Recife                      |
| 19:00       | Pedro 20' · Soldado 32' | Relatório | Suárez 88' | Público: 41 705 Árbitro: JPN Yuichi Nishimura |

| Espanha | Uruguai |

| ESPANHA:           |    |                 |     |
|                    |    |                 |     |
| GR                 | 1  | Iker Casillas   |     |
| LD                 | 17 | Álvaro Arbeloa  | 71' |
| ZA                 | 15 | Sergio Ramos    |     |
| ZA                 | 3  | Gerard Piqué    | 36' |
| LE                 | 18 | Jordi Alba      |     |
| MC                 | 16 | Sergio Busquets |     |
| MC                 | 8  | Xavi            | 77' |
| MC                 | 6  | Andrés Iniesta  |     |
| AT                 | 11 | Pedro Rodríguez | 81' |
| AT                 | 10 | Cesc Fàbregas   | 65' |
| AT                 | 14 | Roberto Soldado |     |
| Substituições:     |    |                 |     |
| MC                 | 20 | Santi Cazorla   | 65' |
| MC                 | 4  | Javi Martínez   | 77' |
| MC                 | 13 | Juan Mata       | 81' |
| Treinador:         |    |                 |     |
| Vicente del Bosque |    |                 |     |

| URUGUAI:       |    |                    |     |
|                |    |                    |     |
| GR             | 1  | Fernando Muslera   |     |
| LD             | 16 | Maxi Pereira       |     |
| ZA             | 2  | Diego Lugano       | 41' |
| ZA             | 3  | Diego Godín        |     |
| LE             | 22 | Martín Cáceres     |     |
| MC             | 18 | Gastón Ramírez     | 46' |
| MC             | 5  | Walter Gargano     | 63' |
| MC             | 15 | Diego Pérez        | 69' |
| MC             | 7  | Cristian Rodríguez |     |
| AT             | 9  | Luis Suárez        |     |
| AT             | 21 | Edinson Cavani     | 27' |
| Substituições: |    |                    |     |
| MC             | 20 | Álvaro González    | 46' |
| MC             | 14 | Nicolás Lodeiro    | 63' |
| AT             | 10 | Diego Forlán       | 69' |
| Treinador:     |    |                    |     |
| Óscar Tabárez  |    |                    |     |

| Melhor em campo: Andrés Iniesta (Espanha) Bandeirinhas: Toru Sagara Toshiyuki Nagi Quarto árbitro: Björn Kuipers Quinto árbitro: Sander van Roekel |

Taiti vs. Nigéria
| 17 de junho | Taiti        | 1 – 6     | Nigéria                                                                         | Estádio Mineirão, Belo Horizonte          |
| 16:00       | J. Tehau 54' | Relatório | Vallar 5' (g.c.) · Oduamadi 10', 26', 76' · J. Tehau 69' (g.c.) · Echiéjilé 80' | Público: 20 187 Árbitro: SLV Joel Aguilar |

| Taiti | Nigéria |

| TAITI:         |    |                     |     |
|                |    |                     |     |
| GR             | 23 | Xavier Samin        |     |
| LD             | 4  | Teheivarii Ludivion |     |
| ZG             | 10 | Nicolas Vallar      | 54' |
| ZG             | 17 | Jonathan Tehau      |     |
| LD             | 19 | Vincent Simon       | 78' |
| MC             | 7  | Heimano Bourebare   |     |
| MC             | 6  | Henri Caroine       |     |
| LM             | 16 | Ricky Aitamai       |     |
| RW             | 3  | Marama Vahirua      | 69' |
| LW             | 13 | Steevy Chong Hue    |     |
| CA             | 2  | Alvin Tehau         |     |
| Substituições: |    |                     |     |
| DF             | 8  | Stephane Faatiarau  | 54' |
| MC             | 11 | Stanley Atani       | 69' |
| DF             | 12 | Edson Lemaire       | 78' |
| Treinador:     |    |                     |     |
| Eddy Etaeta    |    |                     |     |

| NIGÉRIA:       |    |                        |         |
|                |    |                        |         |
| GR             | 1  | Vincent Enyeama        |         |
| LD             | 5  | Efe Ambrose            |         |
| ZG             | 2  | Godfrey Oboabona       |         |
| ZG             | 22 | Kenneth Omeruo         | 41' 74' |
| LD             | 3  | Uwa Elderson Echiéjilé |         |
| RM             | 13 | Fegor Ogude            |         |
| MC             | 10 | Mikel John Obi         |         |
| LM             | 19 | Sunday Mba             | 57'     |
| RF             | 20 | Nnamdi Oduamadi        |         |
| CA             | 14 | Anthony Ujah           | 52'     |
| LF             | 7  | Ahmed Musa             |         |
| Substituições: |    |                        |         |
| AT             | 8  | Ideye Brown            | 52'     |
| MC             | 4  | John Ugochukwu         | 57'     |
| DF             | 6  | Azubuike Egwuekwe      | 74'     |
| Treinador:     |    |                        |         |
| Stephen Keshi  |    |                        |         |

| Homem do Jogo: Nnamdi Oduamadi (Nigéria) Bandeirinhas: William Torres Juan Zumba Quarto árbitro: Ravshan Irmatov Quinto árbitro: Abdukhamidullo Rasulov |

### Segunda rodada
Espanha vs. Taiti
| 20 de junho | Espanha                                                                          | 10 – 0    | Taiti | Estádio do Maracanã, Rio de Janeiro          |
| 16:00       | Torres 5', 33', 57', 78' · David Silva 31', 89' · Villa 39', 49', 64' · Mata 66' | Relatório |       | Público: 71 806 Árbitro: ALG Djamel Haimoudi |

| Espanha | Taiti |

| ESPANHA:           |    |                   |         |
|                    |    |                   |         |
| GR                 | 23 | Pepe Reina        |         |
| LD                 | 5  | César Azpilicueta |         |
| ZG                 | 15 | Sergio Ramos      | 46'     |
| ZG                 | 2  | Raúl Albiol       |         |
| LD                 | 19 | Nacho Monreal     |         |
| RM                 | 20 | Santi Cazorla     | 45' 76' |
| MC                 | 4  | Javi Martínez     |         |
| LM                 | 21 | David Silva       |         |
| RF                 | 13 | Juan Mata         | 69'     |
| CA                 | 9  | Fernando Torres   |         |
| LF                 | 7  | David Villa       |         |
| Substituições:     |    |                   |         |
| MC                 | 22 | Jesús Navas       | 46'     |
| MC                 | 10 | Cesc Fàbregas     | 69'     |
| MC                 | 6  | Andrés Iniesta    | 76'     |
| Treinador:         |    |                   |         |
| Vicente del Bosque |    |                   |         |

| TAITI:         |    |                     |     |
|                |    |                     |     |
| GR             | 1  | Mickaël Roche       |     |
| LD             | 16 | Ricky Aitamai       |     |
| ZG             | 4  | Teheivarii Ludivion |     |
| ZG             | 10 | Nicolas Vallar      |     |
| ZG             | 17 | Jonathan Tehau      |     |
| LD             | 12 | Edson Lemaire       | 74' |
| MC             | 7  | Heimano Bourebare   | 69' |
| MC             | 6  | Henri Caroine       |     |
| RW             | 3  | Marama Vahirua      |     |
| LW             | 13 | Steevy Chong Hue    |     |
| CA             | 2  | Alvin Tehau         | 53' |
| Substituições: |    |                     |     |
| AT             | 9  | Teaonui Tehau       | 53' |
| MC             | 15 | Lorenzo Tehau       | 69' |
| DF             | 20 | Yannick Vero        | 74' |
| Treinador:     |    |                     |     |
| Eddy Etaeta    |    |                     |     |

| Homem do Jogo: Fernando Torres (Espanha) Bandeirinhas: Redouane Achik Abdelhak Etchiali Quarto árbitro: Felix Brych Quinto árbitro: Stefan Lupp |

Esse jogo possui o recorde de maior margem de gols em uma vitória numa competição maior da FIFA. O recorde anterior era nove gols e havia ocorrido três vezes: a primeira foi na Copa do Mundo FIFA de 1954, quando a Hungria derrotou a Coréia do Sul por 9 a 0, a segunda vez foi na Copa do Mundo FIFA de 1974, quando a Iugoslávia derrotou a RD Congo por 9 a 0 e a terceira e última vez foi na Copa do Mundo FIFA de 1982, onde a Hungria venceu El Salvador por 10 a 1.
Nigéria vs. Uruguai
| 20 de junho | Nigéria   | 1 – 2     | Uruguai                 | Arena Fonte Nova, Salvador                 |
| 19:00       | Mikel 37' | Relatório | Lugano 19' · Forlán 51' | Público: 26 769 Árbitro: NED Björn Kuipers |

| Nigéria | Uruguai |

| NIGÉRIA:       |    |                        |         |
|                |    |                        |         |
| GR             | 1  | Vincent Enyeama        |         |
| LD             | 5  | Efe Ambrose            |         |
| ZG             | 2  | Godfrey Oboabona       |         |
| ZG             | 22 | Kenneth Omeruo         |         |
| LD             | 3  | Uwa Elderson Echiéjilé |         |
| RM             | 4  | John Ugochukwu         | 66'     |
| MC             | 10 | Mikel John Obi         |         |
| LM             | 13 | Fegor Ogude            |         |
| RF             | 20 | Nnamdi Oduamadi        | 45'     |
| CA             | 8  | Brown Ideye            | 73'     |
| LF             | 7  | Ahmed Musa             |         |
| Substituições: |    |                        |         |
| MC             | 15 | Michel Babatunde       | 60' 45' |
| MC             | 19 | Sunday Mba             | 66'     |
| AT             | 9  | Joseph Akpala          | 74' 73' |
| Treinador:     |    |                        |         |
| Stephen Keshi  |    |                        |         |

| URUGUAI:       |    |                    |         |
|                |    |                    |         |
| GR             | 1  | Fernando Muslera   |         |
| ZG             | 3  | Diego Godín        |         |
| ZG             | 2  | Diego Lugano       | 79'     |
| ZG             | 22 | Martín Cáceres     |         |
| RM             | 16 | Maxi Pereira       |         |
| MC             | 17 | Egidio Arévalo     |         |
| MC             | 20 | Álvaro González    |         |
| LM             | 7  | Cristian Rodríguez | 88'     |
| AM             | 10 | Diego Forlán       |         |
| CA             | 9  | Luis Suárez        | 83'     |
| CA             | 21 | Edinson Cavani     |         |
| Substituições: |    |                    |         |
| DF             | 4  | Sebastián Coates   | 84' 83' |
| MC             | 6  | Álvaro Pereira     | 88'     |
| Treinador:     |    |                    |         |
| Óscar Tabárez  |    |                    |         |

| Homem do Jogo: Diego Forlán (Uruguai) Bandeirinhas: Sander van Roekel Erwin Zeinstra Quarto árbitro: Pedro Proença Quinto árbitro: Bertino Miranda |

### Terceira rodada
Nigéria vs. Espanha
| 23 de junho | Nigéria | 0 – 3     | Espanha                   | Estádio Castelão, Fortaleza               |
| 16:00       |         | Relatório | Alba 3', 88' · Torres 62' | Público: 51 263 Árbitro: ELS Joel Aguilar |

| Nigéria | Espanha |

| NIGÉRIA:       |    |                        |     |
|                |    |                        |     |
| GR             | 1  | Vincent Enyeama        |     |
| LD             | 5  | Efe Ambrose            |     |
| ZG             | 2  | Godfrey Oboabona       |     |
| ZG             | 22 | Kenneth Omeruo         | 12' |
| LE             | 3  | Uwa Elderson Echiéjilé |     |
| MD             | 19 | Sunday Mba             | 63' |
| MC             | 10 | Mikel John Obi         |     |
| ME             | 13 | Fegor Ogude            |     |
| AD             | 9  | Joseph Akpala          | 71' |
| CA             | 8  | Brown Ideye            |     |
| AE             | 7  | Ahmed Musa             |     |
| Substituições: |    |                        |     |
| DF             | 6  | Azubuike Egwuekwe      | 12' |
| MC             | 4  | John Ugochukwu         | 63' |
| AT             | 11 | Mohammed Gambo         | 71' |
| Treinador:     |    |                        |     |
| Stephen Keshi  |    |                        |     |

| ESPANHA:           |    |                 |     |
|                    |    |                 |     |
| GR                 | 12 | Víctor Valdés   |     |
| LD                 | 17 | Álvaro Arbeloa  |     |
| ZG                 | 3  | Gerard Piqué    |     |
| ZG                 | 15 | Sergio Ramos    |     |
| LE                 | 18 | Jordi Alba      |     |
| VL                 | 16 | Sergio Busquets |     |
| MC                 | 6  | Andrés Iniesta  |     |
| MC                 | 8  | Xavi            |     |
| RW                 | 11 | Pedro Rodríguez | 75' |
| LW                 | 10 | Cesc Fàbregas   | 54' |
| CA                 | 14 | Roberto Soldado | 60' |
| Substituições:     |    |                 |     |
| MA                 | 21 | David Silva     | 54' |
| AT                 | 9  | Fernando Torres | 60' |
| AT                 | 7  | David Villa     | 75' |
| Treinador:         |    |                 |     |
| Vicente del Bosque |    |                 |     |

| Homem do Jogo: Jordi Alba (Espanha) Bandeirinhas: William Torres Juan Zumba Quarto árbitro: Diego Abal Quinto árbitro: Hernán Maidana |

Uruguai vs. Taiti
| 23 de junho | Uruguai                                                                        | 8 – 0     | Taiti | Arena Pernambuco, Recife                   |
| 16:00       | Hernández 2', 24', 45+1' 67' (pen) · Pérez 27' · Lodeiro 61' · Suárez 82', 90' | Relatório |       | Público: 22 047 Árbitro: POR Pedro Proença |

| Uruguai | Taiti |

| URUGUAI:       |    |                     |          |
|                |    |                     |          |
| GK             | 23 | Martín Silva        |          |
| ZG             | 13 | Matías Aguirregaray |          |
| ZG             | 4  | Sebastián Coates    |          |
| ZG             | 19 | Andrés Scotti       | 42', 51' |
| MC             | 5  | Walter Gargano      |          |
| MC             | 15 | Diego Pérez         | 84'      |
| MD             | 8  | Sebastián Eguren    |          |
| ME             | 6  | Álvaro Pereira      |          |
| MA             | 14 | Nicolás Lodeiro     |          |
| MA             | 18 | Gastón Ramírez      | 69'      |
| CA             | 11 | Abel Hernández      |          |
| Substituições: |    |                     |          |
| AT             | 9  | Luis Suárez         | 69'      |
| Treinador:     |    |                     |          |
| Óscar Tabárez  |    |                     |          |

| TAITI:         |    |                     |         |
|                |    |                     |         |
| GR             | 22 | Gilbert Meriel      |         |
| LD             | 19 | Vincent Simon       |         |
| ZG             | 17 | Jonathan Tehau      |         |
| ZG             | 10 | Nicolas Vallar      | 49'     |
| ZG             | 4  | Teheivarii Ludivion | 8', 59' |
| LE             | 16 | Ricky Aitamai       | 53'     |
| MD             | 6  | Henri Caroine       |         |
| MC             | 3  | Marama Vahirua      |         |
| MC             | 21 | Samuel Hnanyine     | 87'     |
| ME             | 13 | Steevy Chong Hue    | 66'     |
| CA             | 15 | Lorenzo Tehau       | 71'     |
| Substituições: |    |                     |         |
| DF             | 12 | Edson Lemaire       | 53'     |
| MC             | 11 | Stanley Atani       | 71'     |
| MC             | 18 | Yohann Tihoni       | 87'     |
| Treinador:     |    |                     |         |
| Eddy Etaeta    |    |                     |         |

| Homem do Jogo: Abel Hernández (Uruguai) Bandeirinhas: Bertino Miranda Tiago Trigo Quarto árbitro: Djamel Haimoudi Quinto árbitro: Abdelhak Etchiali |